# Tatárszentgyörgy
Tatárszentgyörgy là một thị trấn thuộc hạt Pest, Hungary. Thị trấn này có diện tích 55,06 km², dân số năm 2010 là 1966 người, mật độ 36 người/km².